# Hokke-dō

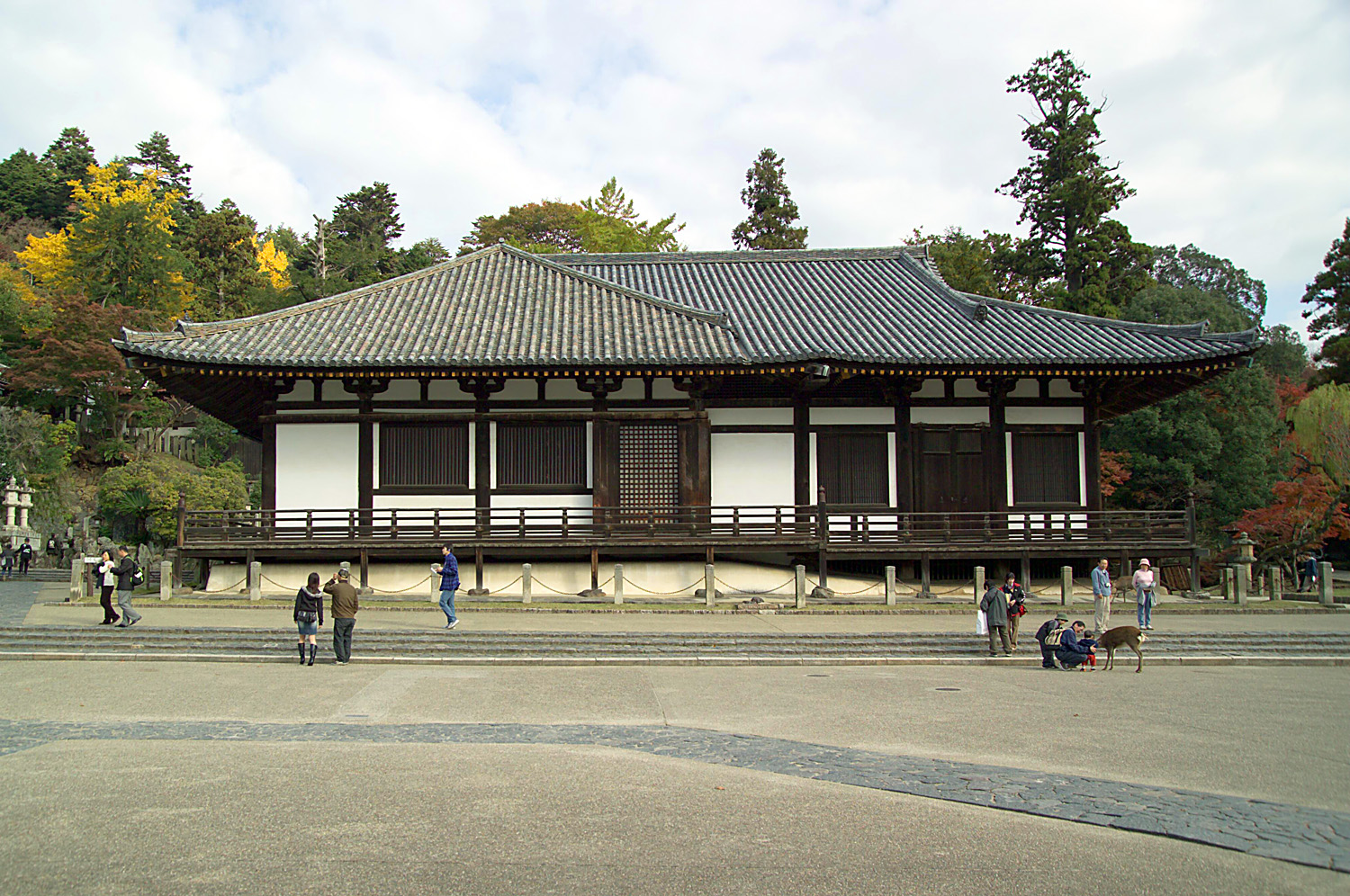
Autre photo d'ensemble

Le Hokke-dō (法華堂, lit. « Salle du Lotus »), également appelé Sangatsudō (三月堂, salle du troisième mois) car les cérémonies du Hokke (sūtra du Lotus) y ont lieu au mois de mars, est un grand bâtiment rectangulaire du temple Tōdai-ji à Nara (Japon). Il se trouve à l'emplacement du temple antérieur au Tōdai-ji, le Konshu-ji, fondé en 733 par le moine Rōben. C'est un parfait exemple de l'architecture du début de la période Tenpyō. Sa façade, orientée sud, présente cinq entrecolonnements et les côtés en présentent huit. Il était initialement constitué de salles jumelles (shōdō et raidō) présentant des toits en croupe. Alors que le shōdō, la salle principale, n'a quasiment pas changé, le raidō, quant à lui, a été reconstruit en 1199 et réuni à la salle principale. Le sol, initialement un plancher en bois, a été remplacé par de la terre.
Le bâtiment héberge de nos jours un important statuaire en laque sèche creuse et terre séchée de la période Tenpyō. L'œuvre principale qui s'y trouve est le Shukongōshin (porteur de la foudre), statue particulièrement réaliste, en argile crue peinte d'1,74 m. Conservée dans une pièce de l'extrémité nord du Hokke-dō, elle n'est exposée qu'une seule fois par an, ce qui est en partie la raison de son étonnant état de conservation.
L'édifice est classé trésor national du Japon depuis 1951, tout comme nombre des statues qu'il abrite.

## Architecture
Le Hokke-dō (salle du Lotus), ou plus communément Sangatsudō (salle du troisième mois) d'après la cérémonie de lecture du sūtra du Lotus qui s'y tient le troisième mois de l'année, est un sanctuaire annexe bâti sur l'emplacement d'un ancien temple nommé Konshō-ji,. Achevé probablement au plus tard en 746, il présente un style architectural caractéristique de la période Tenpyō primitive et s'élève à l'est du site du Tōdai-ji, sur les prémices du mont Wakakusa. Orienté au sud, sa forme rectangulaire profonde est constituée de cinq entrecolonnements sur la façade principale et huit sur les côtés. Il se compose d'une salle principale (shōdō ou hondō) précédée d'une salle de lecture au sud (raidō). Toutefois, le raidō a été ajouté ultérieurement en 1199 et réuni par un corridor au shōdō, tandis que le plancher de bois a disparu. La toiture particulière repose sur un ensemble d'encorbellements surmontés d'un maître dé (daito) associé à trois dés secondaires (to), selon le système dit degumi. Typique de l'époque, une pièce de support (kentozuka) est intercalé entre les poutres formant la charpente.

## Sculpture

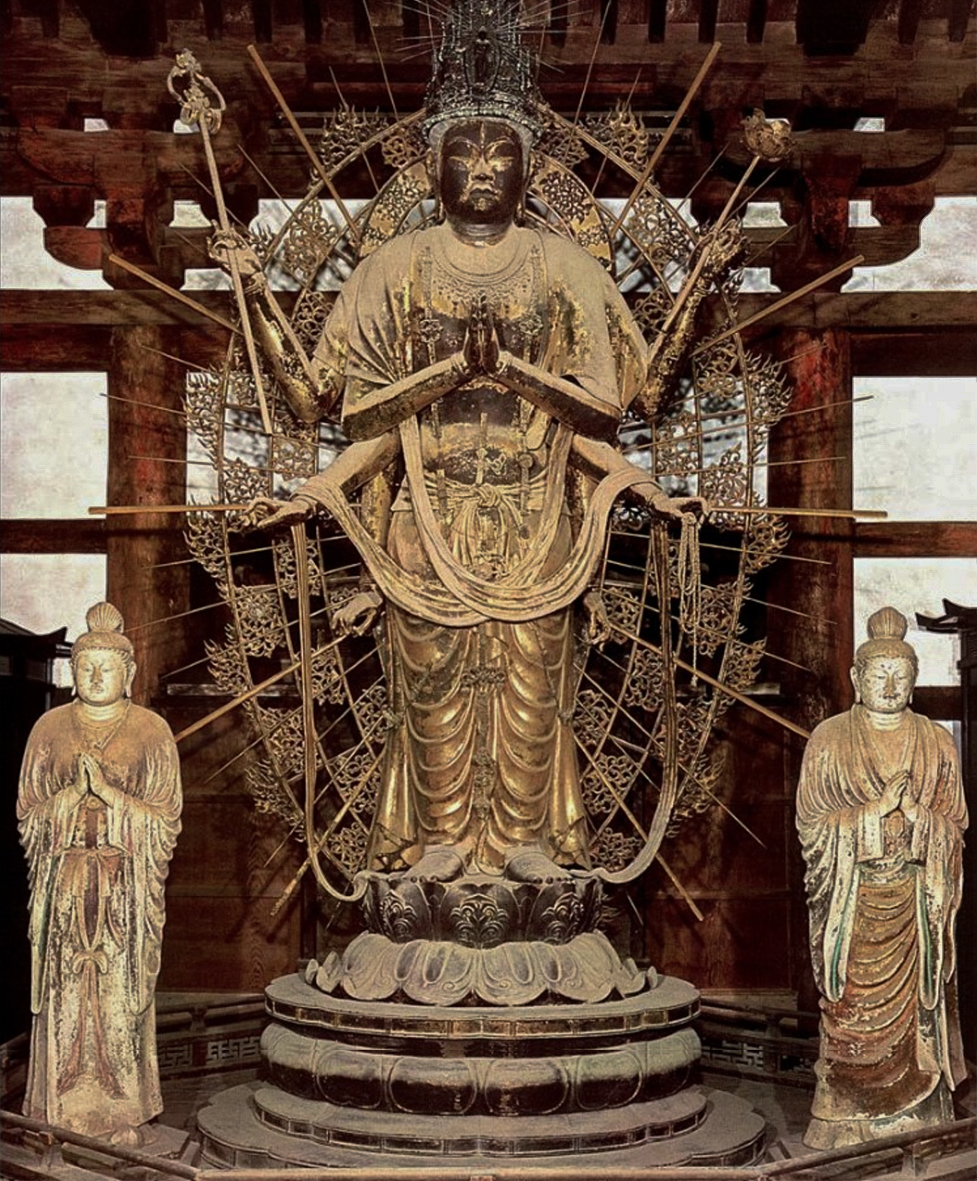
Fukūken-saku Kannon, laque sèche, or, H 3.64m, et deux devas, argile crue. Fin 8e s, époque de Nara. Hokke-dō, Tōdai-ji

Au Tōdai-ji demeure de la période Tenpyō un ensemble de neuf statues en laque sèche creuse et cinq en terre séchée, abritées dans le Hokke-dō, qui semblent avoir eu une grande influence sur les artistes contemporains. La divinité principale de l'ensemble ornemental est un Fukūkenjaku Kannon (une forme puissante du bodhisattva de la compassion Kannon) à huit bras et trois yeux de 3,60 m de haut, en laque sèche recouverte d'or, réalisé probablement avant 749. Debout sur un socle octogonal surmonté de pétales de lotus, la statue observe une symétrie verticale rigoureuse, notamment la robe et les bras (en pose de vénération ou portant divers attributs religieux). Le vaste nimbe en bronze doré présente une forme unique à quarante-deux rayons inégaux, ornés de rinceaux floraux. La coiffe est formée d'argent doré et décorée de pierres précieuses et de perles serties en forme de magatama ; elle est parée d'une petite sculpture en argent du Bouddha Amida en son centre,. Le style global reste caractéristique de l'époque, visant à l'harmonie et au naturalisme, tout en suggérant une puissance nouvelle par la tête, proportionnellement plus grande, ainsi que le corps et les bras volumineux ; l'artiste souligne surtout la dignité, la grandeur distante et la compassion bienveillante. Le Fukūkenjaku Kannon forme une triade avec deux autres statues en laque de divinités hindoues intégrées au bouddhisme, Indra et Brahmā (Taishaku Ten et Bon Ten en japonais). Les six autres œuvres en laque, originales par les positions et les armures des statues, représentent les quatre rois célestes (Shi Tennō) et deux Niō, réalisées ultérieurement vers 759, auxquelles s'ajoutent les déesses Kichijo-ten et Benzai-ten provenant à l'origine d'un autre bâtiment (le Kichijo-dō, brûlé en 754) qui s'inscrivent dans la pleine période de la sculpture en laque sèche et offrent un portrait notable de la féminité inspiré des dames Tang. 

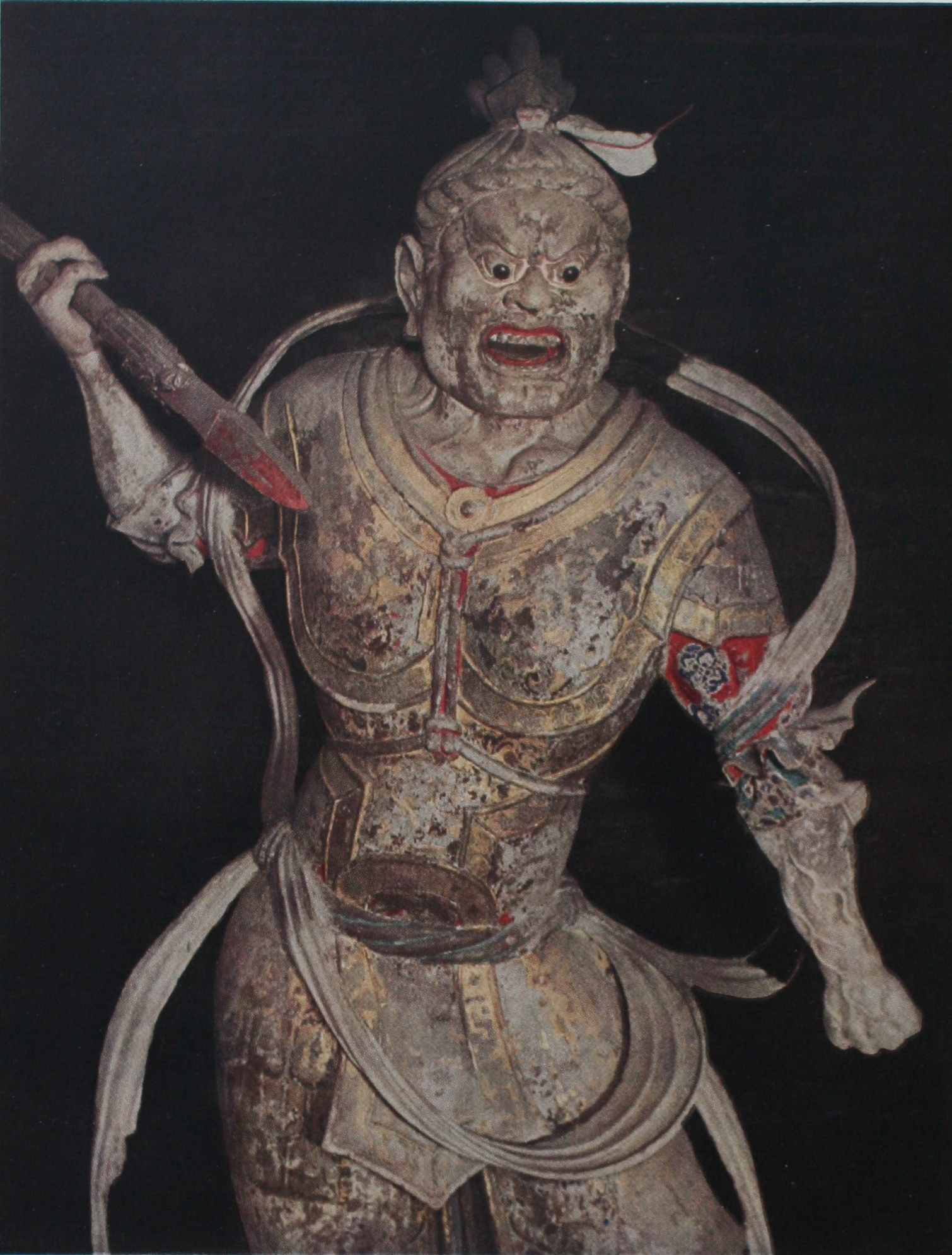
Shūkongō-jin du Hokke-dō (VIIIe).

Parmi l'ensemble en terre séchée ou argile du Hokke-dō, l'identité des deux statues positionnées de part et d'autre du Fukūkenjaku Kannon sont incertaines selon les historiens de l'art : Nikkō et Gakkō (généralement affiliés au bouddha Yakushi) ou Bon Ten et Taishaku Ten. Elles sont constituées d'un cœur de bois recouvert de terre séchée et de paille et d'une fine couche d'argile, sur laquelle les couleurs ont presque disparu ; leur expression, yeux mi-clos et mains jointes, revêt l'aspect de la sérénité et de la dévotion. Elles montrent clairement une tendance à l'introspection, révélant l'essence de l'art du milieu de la période Tenpyō à la fois puissant et spirituel. Enfin, la statue du Shūkongō-jin (1,8 mètre) – une image « secrète » exposée une seule fois par an aux yeux du public, le 16 décembre, d'où son état de conservation exceptionnel – exerce une impression de force par son corps musculeux rigoureusement proportionné, ses veines saillantes, son visage furieux et son bras levé menaçant,. On distingue encore nettement les couleurs (rouge, vert et bleu) et la dorure formant des motifs floraux fins sur l'armure, l'ensemble ajoutant au réalisme de la statue. Toutefois, sous ses dehors furieux, c'est la bonté de Shūkongō-jin qui est dissimulée. Le Fukūkenjaku Kannon et l'ensemble de statues en terre proviennent probablement d'un même atelier, ou du moins a été produits à la même période, en raison d'un style et de tailles (deux à quatre mètres) similaires. En revanche, les autres statues en laque sèche creuse sont ultérieures et ne proviennent probablement pas du même ensemble à l'origine, le style étant moins puissant et expressif.